# Маркуч
Маркучът е гъвкава куха тръба, предназначена за пренасяне на течности от едно място на друго. Формата на маркуча обикновено е цилиндрична (с кръгло напречно сечение).
Дизайнът се основава на комбинация от приложение и предназначение. Общи фактори са големина, налягане, тегло, дължина и химическа съвместимост.
Маркучите са направени от различни материали. Най-често използвани са найлон, полиуретан, полиетилен, ПВЦ, или синтетични или естествени гуми. Други материали включват тефлон, неръждаема стомана или различни метали.
Маркучът може да се закача към спирателен кран, както и да му се постави специално устройство, което да променя вида на изходящата струя. Някои специални видове маркучи са градински маркуч, пожарникарски маркуч, спирачен маркуч и други.